# 艾倫揚山
83°27′S 166°52′E / 83.450°S 166.867°E
艾倫揚山（英語：Mount Allen Young），是南極洲的山峰，位於沙克爾頓海岸，處於費格利冰川以南和倫諾克斯金冰川以西，屬於霍蘭山脈的一部分，海拔高度2,755米，由英國探險隊發現，現時由南極條約體系管理。